# 姬署
姬署（?—271年12月30日），封卫公，西晋的二王三恪。
西晋泰始元年（265年），晋武帝下诏赐予山阳公刘康的一个子弟以关内侯的爵位，赐予卫公姬署和宋侯孔绍的一个儿子驸马都尉的官位。泰始三年（267年），太常上奏博士刘宪等人的商议，称姬署在晋朝的地位为三恪，应该降称为侯爵。泰始七年十一月丁巳（271年12月30日），姬署去世。